# الشيط (جبلة)

تعديل مصدري - تعديل

الشيط محلة تابعة لقرية الظهرة، التابعة لعزلة انامر اعلى بمديرية جبلة إحدى مديريات محافظة إب في الجمهورية اليمنية، بلغ تعداد سكانها 249 حسب تعداد اليمن لعام 2004.